# Exochus compressiventris
Exochus compressiventris är en stekelart som beskrevs av Julius Theodor Christian Ratzeburg 1848. Exochus compressiventris ingår i släktet Exochus och familjen brokparasitsteklar. Inga underarter finns listade i Catalogue of Life.